# Pont-Audemer
Pont-Audemer és un municipi francès situat al departament de l'Eure i a la regió de Normandia. L'any 2007 tenia 8.718 habitants.

## Demografia

### Població
El 2007 la població de fet de Pont-Audemer era de 8.718 persones. Hi havia 4.202 famílies de les quals 1.904 eren unipersonals (723 homes vivint sols i 1.181 dones vivint soles), 936 parelles sense fills, 828 parelles amb fills i 534 famílies monoparentals amb fills.
La població ha evolucionat segons el següent gràfic:
Habitants censats

### Habitatges
El 2007 hi havia 4.737 habitatges, 4.269 eren l'habitatge principal de la família, 61 eren segones residències i 406 estaven desocupats. 1.778 eren cases i 2.938 eren apartaments. Dels 4.269 habitatges principals, 1.131 estaven ocupats pels seus propietaris, 3.048 estaven llogats i ocupats pels llogaters i 90 estaven cedits a títol gratuït; 289 tenien una cambra, 706 en tenien dues, 1.280 en tenien tres, 1.185 en tenien quatre i 809 en tenien cinc o més. 2.087 habitatges disposaven pel capbaix d'una plaça de pàrquing. A 2.297 habitatges hi havia un automòbil i a 790 n'hi havia dos o més.

### Piràmide de població
La piràmide de població per edats i sexe el 2009 era:
| Homes | Edats   | Dones |
| ----- | ------- | ----- |
| 12    | 95 o +  | 20    |
| 16    | 90 a 94 | 40    |
| 36    | 85 a 89 | 164   |
| 88    | 80 a 84 | 128   |
| 164   | 75 a 79 | 252   |
| 160   | 70 a 74 | 256   |
| 164   | 65 a 69 | 268   |
| 132   | 60 a 64 | 184   |
| 144   | 55 a 59 | 188   |
| 240   | 50 a 54 | 284   |
| 196   | 45 a 49 | 288   |
| 272   | 40 a 44 | 324   |
| 352   | 35 a 39 | 304   |
| 336   | 30 a 34 | 388   |
| 484   | 25 a 29 | 408   |
| 329   | 20 a 24 | 252   |
| 280   | 15 a 19 | 292   |
| 296   | 10 a 14 | 296   |
| 256   | 5 a 9   | 272   |
| 196   | 0 a 4   | 188   |

## Economia
El 2007 la població en edat de treballar era de 5.451 persones, 3.899 eren actives i 1.552 eren inactives. De les 3.899 persones actives 3.224 estaven ocupades (1.704 homes i 1.520 dones) i 675 estaven aturades (275 homes i 400 dones). De les 1.552 persones inactives 459 estaven jubilades, 455 estaven estudiant i 638 estaven classificades com a «altres inactius».

### Ingressos
El 2009 a Pont-Audemer hi havia 4.239 unitats fiscals que integraven 8.546,5 persones, la mediana anual d'ingressos fiscals per persona era de 14.465 €.

### Activitats econòmiques
Dels 670 establiments que hi havia el 2007, 7 eren d'empreses extractives, 15 d'empreses alimentàries, 3 d'empreses de fabricació de material elèctric, 2 d'empreses de fabricació d'elements pel transport, 31 d'empreses de fabricació d'altres productes industrials, 50 d'empreses de construcció, 207 d'empreses de comerç i reparació d'automòbils, 9 d'empreses de transport, 56 d'empreses d'hostatgeria i restauració, 7 d'empreses d'informació i comunicació, 47 d'empreses financeres, 27 d'empreses immobiliàries, 77 d'empreses de serveis, 87 d'entitats de l'administració pública i 45 d'empreses classificades com a «altres activitats de serveis».
Dels 163 establiments de servei als particulars que hi havia el 2009, 1 era una oficina d'administració d'Hisenda pública, 2 oficines del servei públic d'ocupació, 1 gendarmeria, 1 oficina de correu, 9 oficines bancàries, 2 funeràries, 14 tallers de reparació d'automòbils i de material agrícola, 3 tallers d'inspecció tècnica de vehicles, 4 autoescoles, 6 paletes, 4 guixaires pintors, 12 fusteries, 11 lampisteries, 5 electricistes, 6 empreses de construcció, 17 perruqueries, 2 veterinaris, 6 agències de treball temporal, 35 restaurants, 13 agències immobiliàries, 3 tintoreries i 6 salons de bellesa.
Dels 109 establiments comercials que hi havia el 2009, 1 era, 5 supermercats, 2 grans superfícies de material de bricolatge, 3 botiges de menys de 120 m², 7 fleques, 12 carnisseries, 7 llibreries, 38 botigues de roba, 3 botigues d'equipament de la llar, 7 sabateries, 5 botigues d'electrodomèstics, 2 botigues de mobles, 1 una botiga de mobles, 1 una botiga de material esportiu, 3 drogueries, 2 perfumeries, 3 joieries i 7 floristeries.
L'any 2000 a Pont-Audemer hi havia 13 explotacions agrícoles que ocupaven un total de 140 hectàrees.

## Equipaments sanitaris i escolars
El 2009 hi havia 1 hospital de tractaments de curta durada, 1 hospital de tractaments de mitja durada (seguiment i rehabilitació, 1 un hospital de tractaments de llarga durada, 1 centre d'urgències, 2 centres de salut, 6 farmàcies i 3 ambulàncies.
El 2009 hi havia 2 escoles maternals i 5 escoles elementals. A Pont-Audemer hi havia 1 col·legi d'educació secundària, 1 liceu d'ensenyament general i 1 liceu tecnològic. Als col·legis d'educació secundària hi havia 674 alumnes, als liceus d'ensenyament general n'hi havia 1.143 i als liceus tecnològics 612.

## Poblacions més properes
El següent diagrama mostra les poblacions més properes.